# Аналогово-цифров преобразувател
Аналогово-цифров преобразувател (съкратено АЦП; на английски: Analog-to-digital converter – съкратено ADC). Електронно устройство което преобразува аналоговият сигнал на входа си в двоичен код на изхода си. Основни параметри са разрядност на изхода и време за преобразуване. От първото зависи точността на устройството (напр. то може да е 8, 10, 12, 16 битово). От второто зависи максималната честота на входния сигнал, който може да се преобразува.

## Теоретична характеризация
На теоретично ниво аналогово-цифровите преобразуватели могат да бъдат характеризирани с параметри определящи тяхната точност, линейност, зашуменост, бързина и д.р. В последващата секция са описани някои фундаментални особености на аналогово-цифровите преобразуватели.

## Резолюция
Резолюцията на преобразувателите обобщено се свежда до това колко дискретни кода може представи за даден обхват на входния аналогов сигнал. Дискретните нива на изхода на аналогово-цифровите преобразуватели образуват така наречена грешка от квантуване. В най-общия случай, без да се прави многократно семплиране тя може да бъде изразена по следният начин:
{\displaystyle Q={\dfrac {V_{\mathrm {RefH} }-V_{\mathrm {RefL} }}{{2^{M}}-1}},}
където {\displaystyle V_{\mathrm {RefH} }} и {\displaystyle V_{\mathrm {RefL} }} са референтните напрежения на преобразувателя. Грешката от квантуване Q е изразена в единица напрежение V.
Съществуват различни схемни архитектури и решения за аналогово-цифрови преобразуватели, едни от по-популярните са:
- Интегриращ (рамп) АЦП
- Двойно-интегриращ АЦП
- Сигма-Делта АЦП
- Конвейеризиран АЦП
- Цикличен АЦП
- Приблизително-Апроксимиращ АЦП
- Флаш АЦП